# Campeonato Europeo de Atletismo en Pista Cubierta de 1971
El II Campeonato Europeo de Atletismo en Pista Cubierta se celebró en Sofía (Bulgaria) entre el 13 y el 14 de marzo de 1971 bajo la organización de la Asociación Europea de Atletismo (AEA) y la Federación Búlgara de Atletismo.
Las competiciones se llevaron a cabo en el pabellón Festivalna de la capital búlgara. Participaron 323 atletas de 23 federaciones nacionales afiliadas a la AEA.

## Resultados

### Masculino
| Evento                    | Oro                                                                                               | Plata                                                                                             | Bronce                                                                                       |
| ------------------------- | ------------------------------------------------------------------------------------------------- | ------------------------------------------------------------------------------------------------- | -------------------------------------------------------------------------------------------- |
| 60 m (13.03)              | Valeri Borzov Unión Soviética 6,6 s                                                               | Jobst Hirscht Alemania Occidental 6,7 s                                                           | Manfred Kokot República Democrática Alemana 6,8 s                                            |
| 400 m (14.03)             | Andrzej Badeński · Polonia · 46,8                                                                 | Boris Savchuk Unión Soviética 47,4                                                                | Alexandr Bratchikov Unión Soviética 47,6                                                     |
| 800 m (14.03)             | Yevgeni Arzhanov Unión Soviética 1:48,7                                                           | Phil Lewis Reino Unido 1:50,5                                                                     | Andrzej Kupczyk · Polonia · 1:50,5                                                           |
| 1500 m (14.03)            | Henryk Szordykowski · Polonia · 3:41,4                                                            | Vladimir Pantelei Unión Soviética 3:41,5                                                          | Gianni Del Buono · Italia · 3:42,1                                                           |
| 3000 m (14.03)            | Peter Stewart Reino Unido 7:53,6                                                                  | Wilfried Scholz República Democrática Alemana 7:54,4                                              | Yuri Alexashin Unión Soviética 8:01,2                                                        |
| 60 m vallas (14.03)       | Eckart Berkes Alemania Occidental 7,8                                                             | Alexandr Demus Unión Soviética 7,9                                                                | Sergio Liani · Italia · 7,9                                                                  |
| Salto de altura (13.03)   | István Major · Hungría · 2,17 m                                                                   | Jüri Tarmak Unión Soviética 2,17 m                                                                | Endre Kelemen · Hungría · 2,17 m                                                             |
| Salto con pértiga (14.03) | Wolfgang Nordwig República Democrática Alemana 5,40                                               | Kjell Isaksson · Suecia · 5,35                                                                    | Yuri Isakov Unión Soviética 5,30                                                             |
| Salto de longitud (14.03) | Hans Baumgartner Alemania Occidental 8,12                                                         | Igor Ter-Ovanesian Unión Soviética 7,91                                                           | Vasile Sarucan · Rumania · 7,88                                                              |
| Salto triple (14.03)      | Viktor Saneyev Unión Soviética 16,83                                                              | Carol Corbu · Rumania · 16,83                                                                     | Gennadi Savlevich Unión Soviética 16,24                                                      |
| Peso (13.03)              | Hartmut Briesenick República Democrática Alemana 20,19                                            | Valeri Voikin Unión Soviética 19,54                                                               | Ricky Bruch · Suecia · 19,50                                                                 |
| 4 × 400 m (.03)           | Polonia · 3:11,1 · Waldemar Korycki · Jan Werner · Andrzej Badeński · Jan Balachowski             | Unión Soviética 3:11,9 Aleksandr Bratchikov Semyon Kocher Boris Savchuk Yevgeniy Borisenko        | Bulgaria 3:15,1 styu Christov Alexander Yanev Alexander Popov Yordan Todorov                 |
| 4 × 800 m (.03)           | Unión Soviética 7:17,8 Valeriy Taratynov Stanislav Meshcherskich Alexey Taranov Viktor Semyashkin | Polonia · 7:19,2 · Krzysztof Linkowski · Zenon Szordykowski · Michał Skowronek · Kazimierz Wardak | Alemania Occidental 7:25,0 Paul-Heinz Wellmann Godehard Brysch Dieter Friedrich Bernd Eppler |

### Femenino
| Evento                    | Oro                                                | Plata                                                | Bronce                                     |
| ------------------------- | -------------------------------------------------- | ---------------------------------------------------- | ------------------------------------------ |
| 60 m (14.03)              | Renate Stecher República Democrática Alemana 7,3 s | Sylviane Telliez Francia 7,4 s                       | Annegret Irrgang Alemania Occidental 7,4 s |
| 400 m (14.03)             | Vera Popkova Unión Soviética 53,7                  | Inge Bödding Alemania Occidental 54,3                | Maria Sykora · Austria · 54,4              |
| 800 m (14.03)             | Hildegard Falck Alemania Occidental 2:06,1         | Ileana Silai · Rumania · 2:06,5                      | Rosemary Stirling Reino Unido 2:06,6       |
| 1500 m (14.03)            | Margaret Beacham Reino Unido 4:17,2                | Liudmila Bragina Unión Soviética 4:17,8              | Tamara Pangelova Unión Soviética 4:18,1    |
| 60 m vallas (14.03)       | Karin Balzer República Democrática Alemana 8,1     | Anneliese Ehrhardt República Democrática Alemana 8,1 | Teresa Sukniewicz · Polonia · 8,3          |
| Salto de altura (14.03)   | Milada Karbanová Checoslovaquia 1,80 m             | Vera Gavrilova Unión Soviética 1,80 m                | Cornelia Popescu · Rumania · 1,78 m        |
| Salto de longitud (13.03) | Heide Rosendahl Alemania Occidental 6,64           | Irena Szewińska · Polonia · 6,56                     | Viorica Viscopoleanu · Rumania · 6,53      |
| Peso (13.03)              | Nadezhda Chizhova Unión Soviética 19,70            | Margitta Gummel República Democrática Alemana 19,50  | Antonina Ivanova Unión Soviética 18,69     |
| 4 × 200 m (13.03)         | Unión Soviética 1:37,1                             | Alemania Occidental 1:38,0                           | Bulgaria 1:39,7                            |
| 4 × 400 m (14.03)         | Unión Soviética 3:36,6                             | Alemania Occidental 3:39,6                           | Bulgaria 3:47,8                            |

## Medallero
| Núm. | País           | Oro | Plata | Bronce | Total |
| ---- | -------------- | --- | ----- | ------ | ----- |
| 1    | URSS           | 8   | 9     | 6      | 23    |
| 2    | RFA            | 4   | 4     | 2      | 10    |
| 3    | RDA            | 4   | 3     | 1      | 8     |
| 4    | Polonia        | 3   | 2     | 2      | 7     |
| 5    | Reino Unido    | 2   | 1     | 1      | 4     |
| 6    | Hungría        | 1   | 0     | 1      | 2     |
| 7    | Checoslovaquia | 1   | 0     | 0      | 1     |
| 8    | Rumania        | 0   | 2     | 3      | 5     |
| 9    | Suecia         | 0   | 1     | 1      | 2     |
| 10   | Francia        | 0   | 1     | 0      | 1     |
| 11   | Bulgaria       | 0   | 0     | 3      | 3     |
| 12   | Italia         | 0   | 0     | 2      | 2     |
| 13   | Austria        | 0   | 0     | 1      | 1     |
|      | TOTAL          | 23  | 23    | 23     | 69    |